# GSC3168-219
GSC3168-219 — хімічно пекулярна зоря спектрального класу A5, що має видиму зоряну величину в смузі V приблизно  9,5.